# Dikhil
Dikhil, est une ville de la république de Djibouti, chef-lieu de la région du même nom. C'est une ville historique Afar .

## Géographie

### Situation
Dikhil se situe dans le sud-est de la région de Dikhil et l'ouest de la république de Djibouti, à une centaine de kilomètres de Djibouti, la capitale, et une dizaine de kilomètres de l'Éthiopie.

### Hydrographie
Dikhil est traversée par l'oued Chekkeyti, qui draine les plateaux d'Oukoula et s'écoule, au nord, vers le graben de Hanlé. 

### Géologie et relief
Dikhil se situe à une altitude moyenne de 507 m, dans une dépression, cernée de collines.
La formation géologique de Dikhil se compose en surface de conglomérats (roches détritiques et sédiments lacustres), ainsi que d'argile, de gypse,  de diatomite et de limon graveleux, dans les strates inférieures.    

### Climat
Le climat de Dikhil est de type tropical aride, avec une température moyenne annuelle de 26 °C et seulement 187 mm de précipitations, concentrées sur les mois d'août à novembre.
Cependant, l'altitude permet d'obtenir, outre un faible taux d'humidité, des températures plus agréables que sur le littoral, s'élevant, en moyenne, à 30 °C l'été et à 17 °C l'hiver, avec toutefois de fortes variations entre le jour et la nuit.  

### Transports
La Nationale 1, reliant Galafi (frontière éthiopienne) à Djibouti, est l'unique route goudronnée desservant Dikhil.
La ville possède, par ailleurs, un petit aéroport et des cars assurent quotidiennement la liaison avec la capitale.

## Histoire
La découverte d'objets dont des récipients en céramique et en verre, et des outils en basalte, par Roger Joussaume et ses collègues de l'Institut supérieur d'études et de recherches scientifiques et techniques (ISERTS), notamment à Handoga Dikhil, en 1986, fait remonter l'occupation du site au troisième ou quatrième millénaire avant notre ère.
Siège du sultanat Afar de Goba'ad, Dikhil est une ville historique importante dans la région. Le sultan Hummad Lo’oyta signa le 11 mars 1862 le  premier traité d’amitié qui le liait à la France.
Loïta fut le second sultan après son père Arbâhim Gôna. Une série de successions eut lieu en cette période mais le fils cadet Hummad Lo’oyta donna sa forme décisive à l’État des Debnés qui était autrefois rattaché au sultanat de Tadjourah et Rehayto 'Obock', ils auront une forme d'indépendance. 
Le sultan Hummad Lo’oyta est conscient que les français et autres colons affluent pour annexer leurs territoires mais pour ce sultan Afar qui représente à la fois les afars et quelques trius issas.
L’ancienne capitale d’Obock devenue nuisible à la France du fait de la résistance des populations locales Afars, Obock est abandonnée grâce à la diplomatie qu’use le sultan Hummad Lo’oyta en signant le traité d’Ambado le 14 décembre 1885 à Obock et permettant ainsi à la France de s’installer dans le sud du pays.
Ce traité qui, bien évidemment sera complété  par le second traité d’Ambado signé par les chefs Issas en 1885. 
Au décès du Sultan Houmed Loïta, le fils Ahmed La ’dé succède à son père jusqu’en 1903 et meurt prématurément. Ce dernier est l’artisan de la signature des traités avec les Italiens avec lesquels Houmed Loïta signe deux traités mais qui seront niés lorsque les tensions entre les deux puissances coloniales vont s’affronter dans une bataille diplomatique. Ahmed La ‘dé est un fervent artisan de l’indépendance du Sultanat de Gobaad en particulier, et des Sultanats afars en général vis-à-vis du pouvoir colonial. C’est pourquoi il ne lésine pas sur l’affaire du sel d’Assal et déclare à côté de son père que le lac Assal est bel et bien une propriété collective du peuple afar. Nous sommes ainsi vers les années 1900 et 1910 lorsque Hanfaré Loita lances des grands raids dans le sud en menaçant directement la ville de Djibouti (Hol-Hol, Taabiya, etc) réprimés par l’administration coloniale française. C’est pourquoi le désarmement des debnés devient un des impératifs du colon français. Un rapport  écrit à Obock, retrouvé dans les archives par Ougoureh Hassan, stipule clairement que l’hégémonie des princes Arbahintos est une menace pour la présence française. Le Nord est désarmé dès les années 1920 et 1930 après ces troubles. Quant au sud, la situation est difficile pour le colon qui s’avoue vaincu. Il suffit juste de lire Alphonse Lippmann dans « Guerriers et sorciers en Somalie » que Dikhil est interdit à tout français aventurier et administrateur. C’est considéré comme une zone de tous les dangers. 
En 1930, au refus d’obtempérer aux consignes de l’administration française et d’Hassan Dîma, Hajji Ali et Loita le cadet, sultan de Gobaad, sont arrêtés avant d’être déportés à Fort-Dauphin au Madagascar avec Mohamed V, roi du Maroc, le père d’Ali Abdi Farah « Abdi Awar » et le vizir Houmed de Tadjourah. Le sultan Loita y meurt dès 1932.. Les debnés livrent une bataille contre Alphonse Lippmann à Uxukya. C’est dernier affrontement entre les Debnés et la France.
le sultanat ancestrale Afar de Goba'ad qui a pour fief Dikhil et sa région, est le lieu de rencontre de différents traités et alliances qui formeront la configuration actuelle moderne de la république de Djibouti.
2- Les différents sultants Afar de Goba'ad 'région de Dikhil'
Hamad Arbahim (XVIII-1801, mort en somalie)
Loita lu (1792-1860, mort à Tadjourah)
Houmed (1832-13 octobre 1902 à Dorra)
Hamad La'de (1860-1903, mort à obock)
Hanfaré Le Grand (1842-1920, mort à Tadjourah)
Loita Le Grand (1858-1907, mort à Harar)
Loita Le Petit (1880-1932, mort à Madagascar)
Mahammad fils de Sayta (1889-1935, mort à Gobaad)
Arbahim Balala (1880-1963, mort à Gobaad)
Houmed Loita II (1899-25 Avril 1963, mort à Gobaad)
Mahammad Loita dit Boko (1905-1981, mort à Gobaad)
Hassan Boko (1932-2002, mort à Gobaad)
Ali Boko (1934-2013, mort à Djibouti)
Habib Boko (Actuel sultan de Gobaad)

### Période coloniale
En décembre 1927, les autorités coloniales françaises envoient un détachement militaire en reconnaissance, afin de préparer l'installation d'un poste de défense, destiné à sécuriser les frontières de la côte française des Somalis. Le poste est fondé le 26 mars 1928 et un fort est édifié.
Il est tenu par une milice de recrutement local sous le commandement d'un officier français, soutenue par une section de tirailleurs sénégalais, à partir de 1933.
La ville se développe en contrebas du fort, dans la plaine, près de la palmeraie, toujours existante, et, en 1930, devient le chef-lieu d'une nouvelle circonscription administrative, appelée Cercle de Dikhil. En 1933, une piste d'aviation est aménagée et, trois ans plus tard, en 1936, la route d'Ali Sabieh est prolongée jusqu'à Djibouti.
Le 18 janvier 1935, au lieu-dit de Moraito, Albert Bernard, commandant du cercle, et une quinzaine de miliciens trouvent la mort en affrontant un groupe assaïamara qui retournait vers l'Éthiopie après un raid de prédation. La circonscription devient alors un cercle militaire.
En décembre 1942, 1 000 soldats britanniques, assistés de militaires de la France libre occupent la ville restée jusqu'alors, comme toute la colonie, sous l'autorité du régime de Vichy.

### Après l'indépendance
Durant la guerre de l'Ogaden, en 1977 et 1978, Dikhil accueille, avec Ali Sabieh, les trois quarts des 8 000 réfugiés Issas d'Éthiopie.
En 1979, le premier président de Djibouti, Hassan Gouled Aptidon, fonde à Dikhil le parti Rassemblement populaire pour le progrès, qui domine encore aujourd'hui la vie politique djiboutienne.

## Politique et administration

### Liste des maires de Dikhil
Moussa Djama Guedi
mohamed cheiko

### Jumelages
- Littlehampton (Royaume-Uni)
- Clarkston (États-Unis)
- Dhamar (Yémen)
- Pichanal (Argentine)

## Population et société

### Démographie
En 2012, la population de Dikhil est estimée à environ 35 000 habitants.

### Éducation
Dikhil dispose de quatre écoles primaires et d'un collège d'enseignement secondaire. 

### Santé
Dikhil dispose d'un hôpital.

## Économie
L'économie de Dikhil repose majoritairement sur le maraîchage, puis sur les activités tertiaires, notamment liées au tourisme.

## Culture et patrimoine

### Lieux et monuments
- Fort, érigé à la fin des années 1920 par les autorités coloniales françaises ;
- Monument, élevé à la mémoire d'Albert Bernard et ses miliciens, morts au combat, le 19 janvier 1935, au lieu-dit de Moraito ;
- Palmeraie.

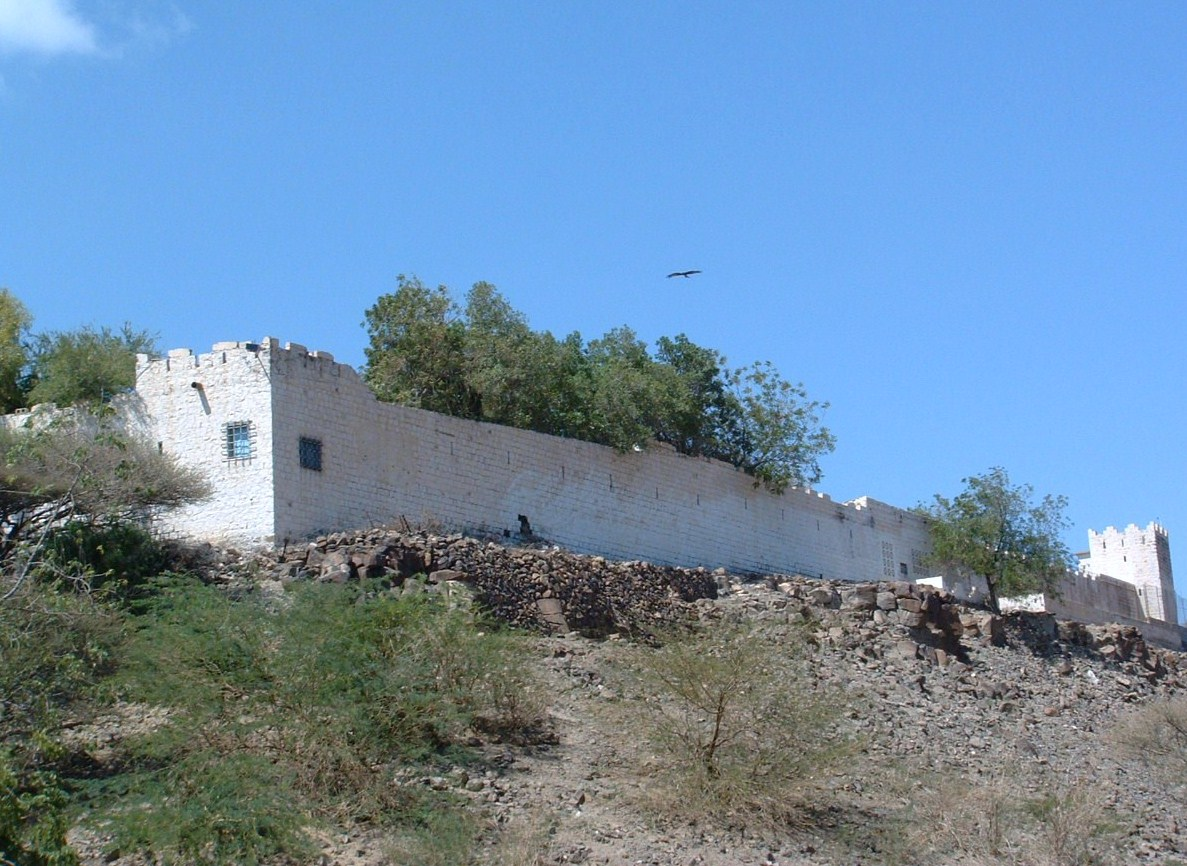
Fort
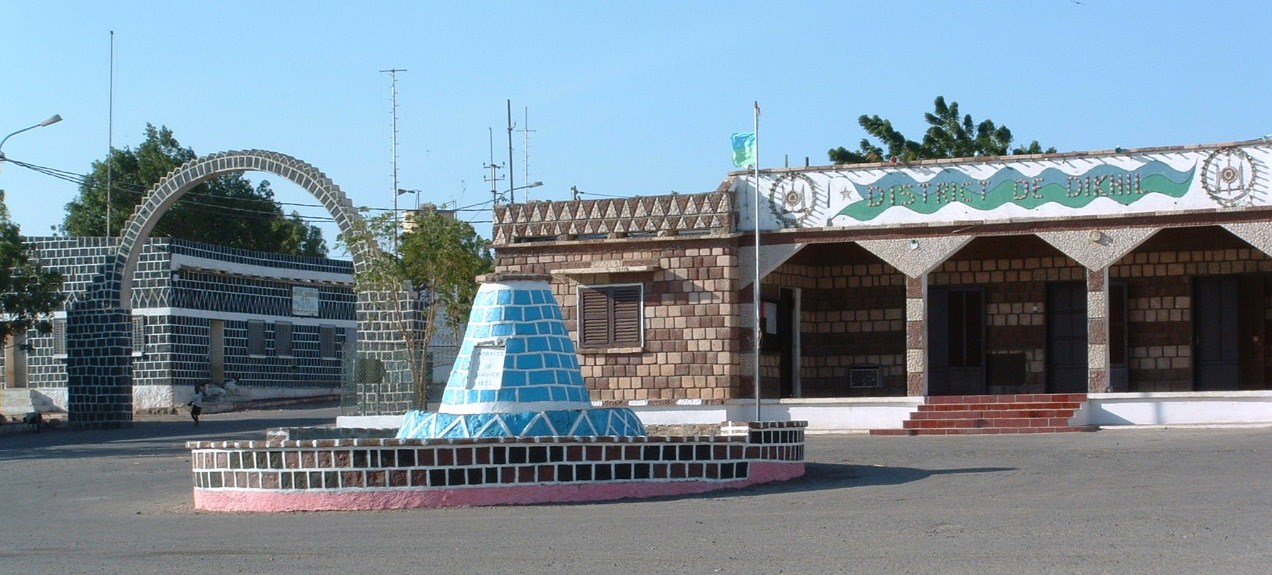
Place Bernard
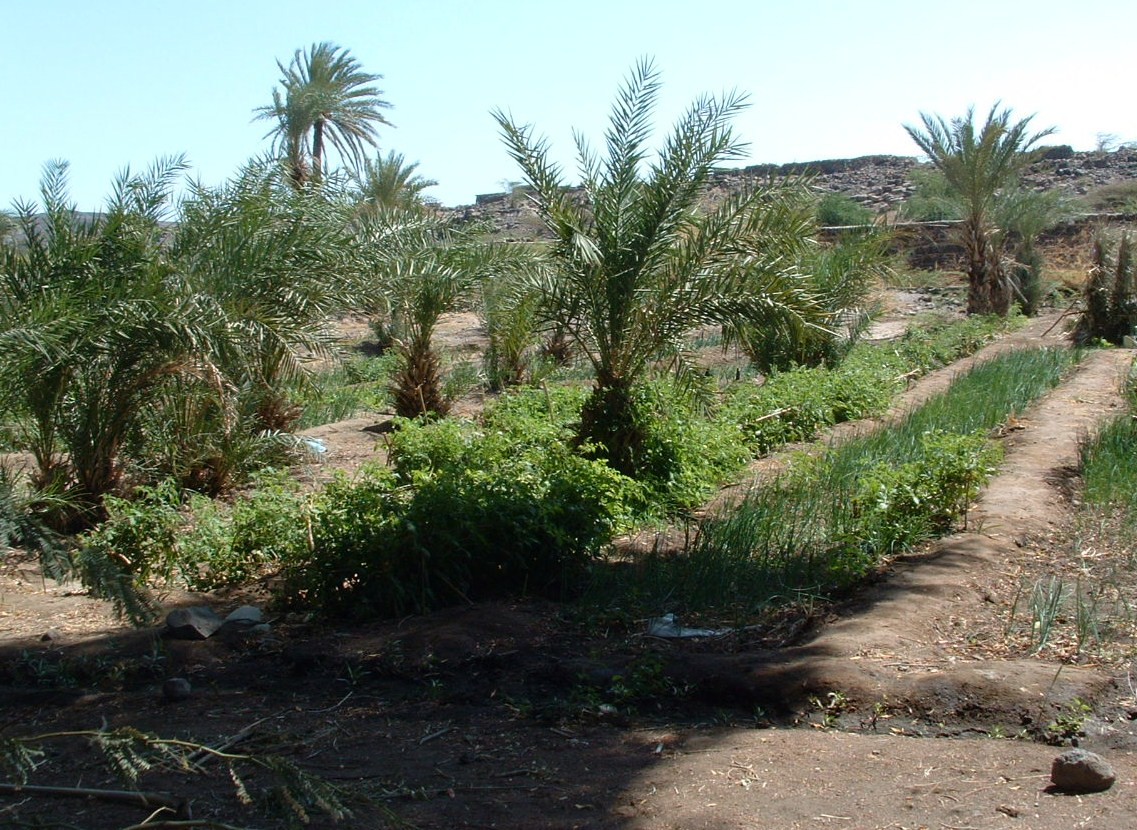
Palmeraie

### Personnalités liées à la ville
- Albert Bernard (1909-1935), élève-administrateur chargé du cercle de Dikhil (7/1934-1/1935), est tué avec une quinzaine de miliciens au cours d'un affrontement avec les membres d'un « rezzou assaïamara », au lieu-dit Moraito, le 18 janvier 1935 ;
- Wilfred Thesiger (1910-2003), explorateur britannique, est passé à Dikhil en 1934 après avoir traversé l'Awsa[3] ;
- Barkhat Gourat  homme politique djiboutien, premier ministre jusqu'en 2006, artisan de la paix entre le FRUD et le gouvernement, promoteur de l'ascension à la plus haute magistrature de l'actuel président I.O.G, né à Dikhil et originaire de HANLEH.
- Mohamed Cheiko Hassan actuel préfet de la région de Dikhil dont il est natif et originaire. Grand administrateur de renommée, apprécier et respecter à sa juste valeur par l'ensemble des composantes de la société Djiboutienne issues de tous les bords ou de toutes les mouvances. homme de l' unanimité, du consensus, poullain politique et fils des deux grandes figures politique de la region de Dikhil: Feu Barkhat Gourat Hamadou ET Feu Cheiko Hassan connu sous le sobriquet de « CHEIKO MARHABA »
- Daher Ahmed Farah, homme politique djiboutien, né à Dikhil en 1962 ;
- Abdourahman Mohamed Guelleh, maire de Djibouti, né à Dikhil.
- Joseph Kessel, de l'Académie Française, raconte son passage à Dikhil, dans le livre "Tous n'étaient pas des anges" page 53 (Plon 1963).